# Superliga 2009/10 (Spanien)
Die Saison 2009/10 war die 36. Spielzeit der Superliga, der höchsten spanischen Eishockeyspielklasse. Meister wurde zum neunten Mal in der Vereinsgeschichte der CH Jaca.

## Hauptrunde

### Modus
In der Hauptrunde absolvierte jede der fünf Mannschaften insgesamt acht Spiele. Die vier bestplatzierten Mannschaften qualifizierten sich für die Playoffs, in denen der Meister ausgespielt wurde. Ein Sieg in der regulären Spielzeit brachte einer Mannschaft 3 Punkte. Ein Sieg und eine Niederlage nach Verlängerung wurde mit 2 bzw. 1 Punkt vergütet. Für eine Niederlage in regulärer Spielzeit gab es keine Punkte.

### Tabelle
|    | Klub           | Sp | S | OTS | OTN | N | Tore  | Punkte |
| -- | -------------- | -- | - | --- | --- | - | ----- | ------ |
| 1. | CG Puigcerdà   | 8  | 7 | 1   | 0   | 0 | 73:36 | 23     |
| 2. | CH Jaca        | 8  | 6 | 0   | 0   | 2 | 63:33 | 18     |
| 3. | CH Txuri Urdin | 8  | 3 | 0   | 1   | 4 | 52:43 | 10     |
| 4. | FC Barcelona   | 8  | 3 | 0   | 0   | 5 | 34:50 | 9      |
| 5. | Majadahonda HC | 8  | 0 | 0   | 0   | 8 | 22:82 | 0      |

Sp = Spiele, S = Siege, U = unentschieden, N = Niederlagen, OTS = Overtime-Siege, OTN = Overtime-Niederlage, SOS = Penalty-Siege, SON = Penalty-Niederlage

## Playoffs

### Halbfinale
- CH Jaca – CH Txuri Urdin 3:0 (6:3, 8:1, 7:3)
- CG Puigcerdà – FC Barcelona 3:1 (3:5, 10:7, 8:5, 5:2)

### Finale
- CG Puigcerdà – CH Jaca 1:3 (5:2, 3:4, 2:8, 3:10)